# مارسيل أبياه
مارسيل أبياه (بالألمانية: Marcel Appiah)‏ (26 مارس 1988 بشفيلم في ألمانيا - ) هو لاعب كرة قدم ألماني في مركز الدفاع. لعب مع أرمينيا بيليفيلد وإن إي سي نيميخن وArminia Bielefeld II ‏ وTSG Sprockhövel ‏.

## روابط خارجية
- مارسيل أبياه على موقع قاعدة بيانات كرة القدم.إي يو (الإنجليزية)
- مارسيل أبياه على موقع بيانات كرة القدم. دي إي (الألمانية)
- مارسيل أبياه على موقع Soccerway.com (الإنجليزية)
- مارسيل أبياه على موقع عالم كرة القدم.نت (الإنجليزية)